# Iwan Pawłunowski
Iwan Pietrowicz Pawłunowski (ros. Иван Петро́вич Павлуно́вский, ur. 4 sierpnia?/16 sierpnia 1888 we wsi Rżawa w guberni kurskiej, zm. 30 października 1937) – rosyjski rewolucjonista, radziecki polityk i działacz partyjny.

## Życiorys
Od 1905 członek SDPRR, bolszewik, w 1907 aresztowany, skazany na zesłanie do guberni wołogodzkiej. W latach 1914–1918 służył w armii, ukończył szkołę chorążych. Uczestnik I wojny światowej, w marcu 1917 przewodniczący Rady Peterhofskiej, członek Prezydium Rady Carskiego Sioła, od listopada 1917 członek Piotrogrodzkiego Komitetu Wojskowo-Rewolucyjnego, uczestnik przewrotu bolszewickiego, w latach 1917-1918 dowódca oddziału na Ukrainie i Białorusi, brał udział w karnych ekspedycjach. Od 1918 funkcjonariusz Czeki, od sierpnia 1918 szef Wydziału Specjalnego Czeki 5 Armii Frontu Wschodniego, od stycznia do marca 1919 przewodniczący ufijskiej gubernialnej Czeki, od kwietnia do sierpnia 1919 zastępca szefa Wydziału Specjalnego Czeki przy Radzie Komisarzy Ludowych RFSRR. Od sierpnia 1919 do stycznia 1920 I zastępca szefa Wydziału Specjalnego Czeki przy Radzie Komisarzy Ludowych RFSRR, od stycznia 1920 do 6 lutego 1926 pełnomocny przedstawiciel Czeki/GPU NKWD RFSRR/OGPU ZSRR na Syberii, od 1920 członek Syberyjskiego Biura KC RKP(b), od 1922 pełnomocnik Ludowego Komisariatu Komunikacji Drogowej RFSRR na Syberii. W grudniu 1922 przewodniczący Syberyjskiej Czeki, w latach 1926-1928 pełnomocny przedstawiciel OGPU ZSRR w Zakaukaskiej FSRR i przewodniczący Czeki/GPU przy Radzie Komisarzy Ludowych Zakaukaskiej FSRR, od 19 grudnia 1927 do 26 stycznia 1934 członek Centralnej Komisji Kontrolnej WKP(b). Od 19 grudnia 1927 do 26 czerwca 1930 zastępca członka, a od 13 lipca 1930 do 4 lutego 1932 członek Prezydium Centralnej Komisji Kontrolnej WKP(b), w latach 1926-1930 zastępca ludowego komisarza inspekcji robotniczo-chłopskiej ZSRR, w latach 1930-1932 członek Prezydium Najwyższej Rady Gospodarki Narodowej ZSRR. Od 1932 zastępca ludowego komisarza przemysłu ciężkiego ZSRR, od 10 lutego 1934 do 29 czerwca 1937 zastępca członka KC WKP(b), od grudnia 1935 do grudnia 1936 szef Głównego Zarządu Przemysłu Wojskowego, od grudnia 1936 do 1937 szef Gławtransmasza Ludowego Komisariatu Przemysłu Ciężkiego ZSRR, szef Wydziału Mobilizacyjnego tego komisariatu.
28 czerwca 1937 aresztowany, 29 października 1937 skazany na śmierć przez Wojskowe Kolegium Sądu Najwyższego ZSRR pod zarzutem przynależności do kontrrewolucyjnej organizacji terrorystycznej i następnego dnia rozstrzelany. 26 listopada 1955 pośmiertnie zrehabilitowany.

## Odznaczenia
- Order Czerwonego Sztandaru (16 lipca 1921)
- Order Czerwonego Sztandaru Pracy
- Order Czerwonej Gwiazdy (1930)